# مشطية الوصاد المنقطة
مشطية الوصاد المنقطة أو مشطية الوصاد حادة المنقار أو ستنوبوما منقطة (الاسم العلمي:Ctenopoma acutirostre) (بالإنجليزية: Spotted ctenopoma or Leopard bushfish)‏ هي نوع من الأسماك تتبع جنس مشطية الوصاد من الفصيلة الأناباسية. ويطلق عليها الجورامي الإفريقي، موطنها أفريقيا (الكونغو)ـ يصل حجمها إلى 20 سم. تحتاج السمكة درجة حرارة من من 23 إلى 28 درجة مئوية، ودرجة حموضة من 6 : 7,5. تغذى على الغذاء المجفف والدود الحي. يوجد للذكر بعض النتوئات على جانبى الجسم، وتفرخ السمكة على عش من الفقاقيع الهوائية يصنعه الذكر يحتفظ فيه بالبيض إلى أن يفقس ثم يحميه حتى تستطيع الصغار السباحة بحرية، ويتم تغذيتهم على شرائح البطاطس النيئة ثم بيبى فراى فوود.